# Igreja de São Simão

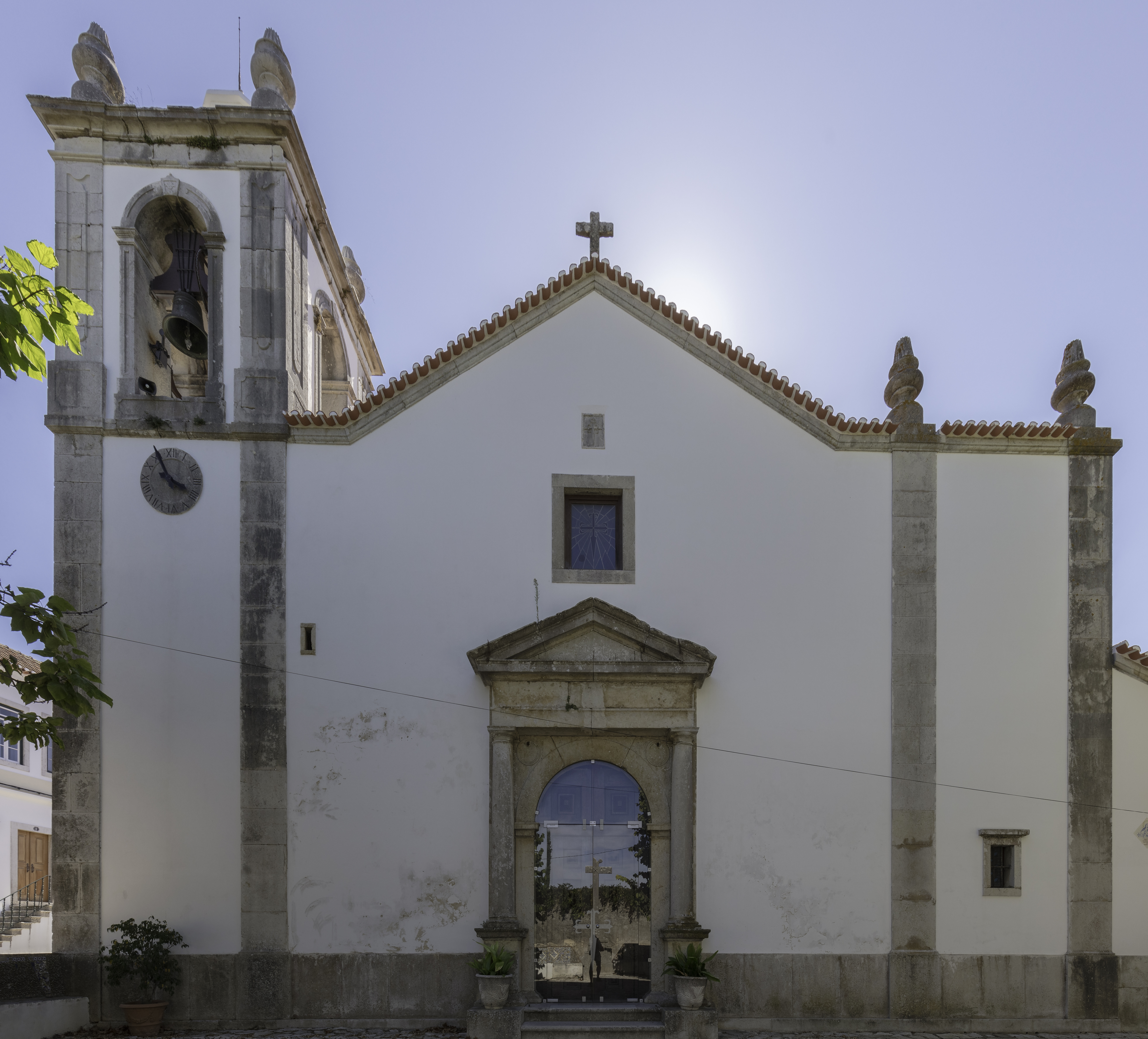

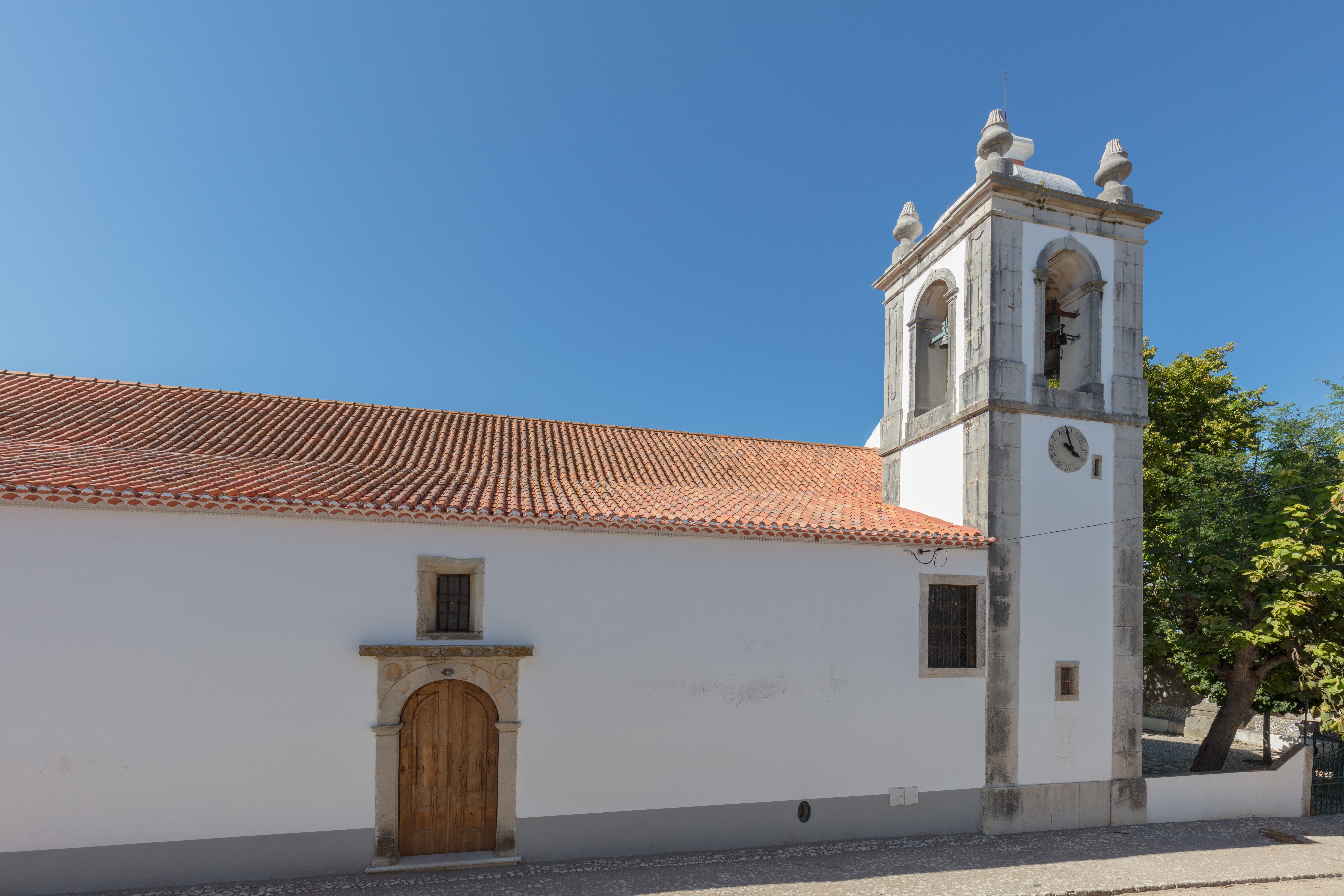

A Igreja de São Simão, ou Igreja Paroquial de São Simão de Azeitão, está localizada em Vila Fresca de Azeitão, na freguesia de Azeitão, no município de Setúbal, em Portugal.
A sua construção é anterior ao século XVI. Dispõe de um portal renascentista com duas colunas que sustentam um tímpano triangular e um arco de volta perfeita. É notável pelo trabalho em azulejo azul, branco e amarelo, do século seguinte, que reveste totalmente as paredes.